# Tokyo Control 東京航空交通管制部
《Tokyo Control 東京航空交通管制部》（日语：TOKYO コントロール 東京航空交通管制部）是一套以東京航空交通管制部的航空管制為主題的全十集電視劇，自2011年1月19日起在富士電視台收費頻道NEXT，每隔周三晚上10時播放，直至5月25日播映完畢。該劇更是全球及日本電視史上，全套利用3D技術播放的電視劇集，同時也提供傳統2D版本。

## 劇情大綱
故事講述在東京航空交通管制部（Tokyo Area Control Center，簡稱東京ACC），一群航空管制員無論在平平無奇的一日、或是遇上各類緊急事件和難題，包括航道擁擠、火山灰籠罩航道、雷達失效、飛機引擎故障、燃油接近耗盡、機上緊急病人、劫機等事故，管制員的團隊仍能守護雷達管制區域內每架飛機的安全。雖然各管制員獨立進行管制，卻又能合作讓飛機有秩序進入機場的管制終端雷達管制，飛行員可以安心接受管制員的引領下最終在機場順利降落。

## 主要演員

### 東京航空交通管制部

#### 航空管制員
- 鈴木真紀（簡稱SI），36歲，川原亞矢子飾演，主任管制官、訓練督導員

負責管制關東地區航空交通最繁忙的空域、訓練新人山田誠
- 結成昇（簡稱YU），46歲，時任三郎飾演，主幹管制官

負責指揮整個東京航空交通管制部的運作，東京ACC「棒球部」的成員，愛吃巧克力
- 斎藤君恵（簡稱KE），45歲，清水美沙飾演，主幹管制官

與結成昇管理東京航空交通管制部，為達成願望在第七集提出調職至福岡航空交通管理中心（ATMC）
- 矢野元治（簡稱GE），47歲，梶原善飾演，主幹管制官

熱愛將棋，有多年機場航空管制經驗，曾與結城昇在札幌和太田恵一在福崗有多年合作
- 太田恵一（簡稱KI），49歲，神田瀧夢飾演，主幹管制官

從美國太空總署轉職的獨特管制官
- 原光司（簡稱ET），39歲，音尾琢真飾演，主任管制官

對UFO有深厚興趣的奇怪管制官

#### 管制技術員
- 横山博，59歳，小野武彦飾演，航空管制技術員

擁有豐富的航空管制技術經驗，深受管制員歡迎。座右銘是「迅速果斷」。
- 高橋廣大，20歳，木咲直人飾演

與山田誠同期入職，横山博最後及最愛的弟子。熟悉電腦程式編程，自稱「善良的駭客」，為東京航空交通管制部遭入侵事件查出幕後黑手。

### 日本航空
- 江口，36歲，丸山智己飾演，波音747-400的副機師

鈴木真紀乘搭訓練時，曾質疑管制員的能力，而與鈴木真紀爭執。為了解管制員的工作，應鈴木真紀邀請到航空交通管制部參觀，佩服管制員的工作讓飛行員可以安心飛行，而且喜歡上鈴木真紀。他參觀同時，發現有飛機發出劫機求救的暗號，讓東京航空交通管制部了解發生了嚴重的航空危機。

## 每集內容
《Tokyo Control 東京航空交通管制部》部份集數是以真實事件為劇情題材例如自然災害。而每集的開始前會有「FLY! FLY! FLY! Tokyo Control」的短片，介紹航空管制員的工作、航空管制和航空知識，部份集數完結後有「FLY! FLY! FLY!紀行」介紹東京航空交通管制部及東京機場管制保安部、訪問航空管制員及介紹波音美國西雅圖的組裝工廠。
| 集數   | 播放日期      | 原標題 | 中文翻譯標題       | 劇情 |
| 第1話  | 2011年1月19日 | （）   | 確保日本上空安全！ | 內容提及： - 2010年埃亞菲亞德拉火山爆發導致欧洲领空关闭 - 英國航空9號班機事故 |
| 第2話  | 2011年2月2日  | （）   | 彈道導彈飛來！     | 內容提及： - 美國海軍EA-6徘徊者式電子作戰機發出的電波干擾監控雷達 - 2006年北韓導彈試驗                                                                                            |
| 第3話  | 2011年2月16日 | （）   | 乗搭訓練           | 主任管制員鈴木真紀登上飛機，進行定期乘搭訓練 |
| 第4話  | 2011年3月2日  |        | 行政專機消失       | 內容提及： - 2010年波兰空军图-154坠机事件 |
| 第5話  | 2011年3月16日 |        | 犯人在當中！       | 東京航空交通管制部的電腦系統被黑客入侵更改航機編號，雷達畫面無法正確顯示航機編號，造成重大管制難題，而負責偵查的技術員更發現攻擊是來自東京ACC的電腦                               |
| 第6話  | 2011年3月30日 |        | 退休日             | 維護東京航空交通管制部系統安全的管制技術員横山博退休 |
| 第7話  | 2011年4月13日 |        | 人類的犯錯         | 主任管制員鈴木真紀身體欠佳犯下錯誤，讓兩架航機出現空中接近，幾乎釀成空難 |
| 第8話  | 2011年4月27日 |        | 復活日             | 主任管制員鈴木真紀選擇讓宣布緊急情況的飛機降落在無醫生當值的機場上，使機上一名病情危急的女孩生命陷入險境                                                                          |
| 第9話  | 2011年5月11日 |        | 事件發生之前       | 山田的評鑑測驗合格，可以單獨引導飛機，在這時卻有多架飛機開始不聽指揮，並發出疑似遭到劫機的暗號，隨後更有日本自衛隊的戰鬥機出動接近飛機，與上級連絡後決定將東京ACC範圍實施禁飛措施 |
| 第10話 | 2011年5月25日 |        | 人之友誼           | 結局篇 在禁飛措施實施後大部分飛機都成功降落，三架遭劫飛機開始逐漸連絡上，最後成功著陸，主幹管制員結成昇透過技術員高橋的調查終於解開東京ACC遭黑客入侵及劫機事件的謎底              |

## 姊妹篇

### TOKYO机场～东京机场管制保安部～
富士電視台在2012年10月14日播放另一套以航空管制為題的電視劇《TOKYO机场～东京机场管制保安部～》，但主場景由東京航空交通管制部轉移至東京國際機場（羽田機場）的塔台，故事設定發生在《Tokyo Control 東京航空交通管制部》之後兩年，航空管制員的角色因由航空交通管制部（Control）轉職為機場管制保安部（Airport Terminal）而有所不同，而部份演員則繼續參演新劇。

### TOKUNOSHIMA機場
在《TOKYO机场～东京机场管制保安部～》播出同時，富士電視台在頻下收費及衛星頻道播放《Tokyo Control 東京航空交通管制部》的續集《TOKUNOSHIMA機場》（日语：TOKUNOSHIMAエアポート），以德之島機場管制保安部為題的電視劇，由小池榮子及三名原東京航空交通管制部的航空管制員參演。

## 外部連結
- 互联网电影数据库上Tokyo Control 東京航空交通管制部的资料（英文）

- TOKYOコントロール　公式サイト（页面存档备份，存于）
- TOKUNOSHIMAエアポート - フジテレビ
- 3Dドラマ「TOKYOコントロール」公式的X（前Twitter）